# Communauté de communes rurales des Monts de Flandre
De Communauté de communes rurales des Monts de Flandre (lett. 'Gemeenschap van landelijke gemeenten van het Frans-Vlaamse Heuvelland') is een voormalig gemeentelijk samenwerkingsverband (intercommunalité) in het zuidoosten van de Franse Westhoek. Op 1 januari 2014 is deze opgegaan in de nieuw gevormde Intercommunale Binnen-Vlaanderen.
Het samenwerkingsverband bestond uit de volgende gemeenten:
- Berten
- Boeschepe
- Borre
- Meteren
- Oud-Berkijn (Vieux-Berquin)
- Pradeels
- Sint-Janskappel
- Strazele
- Vleteren (Flêtre)
- Zoeterstee (Le Doulieu)

Het samenwerkingsverband werktte reeds samen met de Communauté de communes Monts de Flandre-Plaine de la Lys.